# Saison 10 de The Walking Dead
Chronologie
Saison 9 Saison 11
La dixième saison de The Walking Dead, série télévisée américaine inspirée de la bande dessinée du même nom de Robert Kirkman et Charlie Adlard, est constituée de vingt-deux épisodes, diffusée du 6 octobre 2019 au 4 avril 2021 sur AMC, aux États-Unis.
Cette saison suit les aventures de Daryl Dixon et de son groupe, depuis le crash d'un ancien satellite de l'Union soviétique sur Terre jusqu'à l'épisode centré sur Negan nous expliquant les origines du personnage et de sa batte Lucille.

## Généralités
La trame de l'histoire et l'évolution des personnages de la série télévisée sont indépendantes des comics dont elle s'inspire.
Après un phénomène d'origine virale qui a subitement transformé la majeure partie de la population mondiale en « rôdeurs » (ou morts-vivants), un groupe d'Américains, auparavant guidé par Rick Grimes, ancien adjoint du shérif d'un comté de Géorgie, tente de survivre tant bien que mal.

## Synopsis
Après la fin de l'hiver, les communautés unies sont toujours aux prises avec les effets de l'attaque mortelle des Chuchoteurs. Une bataille paraît inévitable.

## Distribution

### Acteurs principaux
- Norman Reedus (VF : Emmanuel Karsen) : Daryl Dixon
- Melissa McBride (VF : Françoise Rigal) : Carol Peletier
- Danai Gurira (VF : Laura Zichy) : Michonne Grimes (épisodes 1 à 13)
- Josh McDermitt (VF : Ludovic Baugin) : Eugene Porter
- Christian Serratos (VF : Adeline Chetail) : Rosita Espinosa
- Seth Gilliam (VF : Serge Faliu) : le père Gabriel Stokes
- Ross Marquand (VF : Thibaut Lacour) : Aaron
- Khary Payton (VF : Rody Benghezala) : Roi Ezekiel
- Samantha Morton : Alpha (épisodes 1 à 14)
- Ryan Hurst (VF : Emmanuel Gradi) : Beta (épisodes 1 à 16 et 22)
- Jeffrey Dean Morgan (VF : Jérémie Covillault) : Negan Smith

### Acteurs co-principaux
- Cooper Andrews (VF : Nathanel Alimi) : Jerry
- Eleanor Matsuura (VF : Claire Beaudoin) : Yumiko
- Nadia Hilker (VF : Audrey Sablé) : Magna
- Lauren Ridloff : Connie (épisodes 1 à 9 et 16)
- Cailey Fleming (VF : Claire Baradat) : Judith Grimes
- Avi Nash (VF : Pascal Grull) : Siddiq (épisodes 1 à 13)
- Callan McAuliffe (VF : Nicolas Dussaut) : Alden

### Acteurs récurrents
- Angel Theory (VF : Laure Filiu) : Kelly (10 épisodes)
- Thora Birch (VF : Victoria Grosbois) : Mary / Gamma (9 épisodes)
- Kerry Cahill (VF : Myrtille Bakouche) : Dianne (8 épisodes)
- Antony Azor : R. J. Grimes (8 épisodes)
- Juan Javier Cardenas (VF : Gilduin Tissier) : Dante (7 épisodes)
- Nadine Marissa (VF : Vanessa Van-Geneugden) : Nabila (7 épisodes)
- Lindsley Register (VF : Cindy Tempez) : Laura (7 épisodes)
- Dan Fogler (VF : Jérémie Bédrune) : Luke Abrams (7 épisodes)
- Anabelle Holloway : Gracie (6 épisodes)
- John Finn (VF : Patrick Pellegrin) : Earl Sutton (5 épisodes)
- Anthony Lopez : Oscar (5 épisodes)
- Gustavo Gomez (VF : Joachim Salinger) : Marco (4 épisodes)
- Tamara Austin (VF : Aurélie Konaté) : Nora (4 épisodes)
- Avianna Mynhier : Rachel Ward (4 épisodes)
- Alex Sgambati : Jules (4 épisodes')
- Kenric Green (VF : Éric Peter) : Scott (4 épisodes)
- Paola Lázaro : Juanita « Princesse » Sanchez (4 épisodes)
- Karen Ceesay (VF : Aurélie Konaté) : Bertie (3 épisodes, récurrence au travers des saisons)
- Jackson Pace (VF : Gwenaël Sommier) : Gage (3 épisodes, récurrence au travers des saisons)
- Sydney Park (VF : Camille Donda) : Cyndie (2 épisodes, récurrence au travers des saisons)

### Invités
- Marvin Lee : Kyle (épisode 1)
- Jerri Tubbs (VF : Isabelle Desplantes) : Margo (épisodes 1, 3 et 4)
- Blaine Kern III (VF : Jim Redler) : Brandon (épisodes 1, 4 et 5)
- Juliet Brett (VF : Adeline Moreau) : Frances (épisode 2)
- Matt Lintz : Henry (épisode 3, flashback)
- Matt Mangum (VF : Érik Stouvenaker) : D. J. (épisodes 7 et 13, flashbacks)
- Kevin Carroll (VF : Daniel Lobé) : Virgil (épisodes 8, 13 et 16)
- Mandi Christine Kerr : Barbara (épisode 8, 17 et 22 statut d'invitée)
- Lauren Cohan (VF : Marie Giraudon) : Maggie Greene (invitée spéciale épisodes 16, 17 et 22)
- Briana Venskus (VF : Léovanie Raud) : Beatrice (épisodes 16)
- Okea Eme-Akwari : Elijah (épisode 16 et 17)
- James Devoti : Cole (épisode 17)
- Kien Michael Spiller : Hershel Rhee (épisode 17)
- Lynn Collins : Leah (épisode 18)
- Robert Patrick : Mays (épisode 19)
- Hilarie Burton : Lucille (épisode 22)

## Production

### Développement
Le 4 février 2019, la série a été renouvelée pour une dixième saison.
Elle sera toujours dirigée par le nouveau showrunner Angela Kang, qui remplace Scott M. Gimple (en) depuis la neuvième saison.
Le seizième épisode n'a pu être complété en postproduction en raison de la pandémie de Covid-19. En juillet 2020, la production annonce sa diffusion pour octobre 2020 et que la saison sera prolongée de six épisodes qui seront diffusés en 2021 (passant de 16 à 22 épisodes au total), pouvant affecter le début de diffusion de la onzième saison.

### Attribution des rôles
Norman Reedus (Daryl Dixon) et Melissa McBride (Carol Peletier) ont signé pour trois autres années, y compris avec cette saison.
En juillet 2019, Danai Gurira, qui interprète Michonne depuis la troisième saison, a annoncé son départ de la série après la fin de la dixième saison.
En octobre 2019, Lauren Cohan annonce qu'elle reviendra lors de la saison 11.

### Tournage
Le tournage a commencé le 6 mai 2019

### Diffusions
Elle a été diffusée du 6 octobre 2019 au 4 avril 2021 sur AMC, aux États-Unis.

## Liste des épisodes
1. Les Limites franchies
2. Nous sommes la fin du monde
3. Fantômes
4. À bas les chuchotements
5. C'est toujours comme ça que ça finit
6. Les Liens
7. Ouvre les yeux
8. Le Monde d'avant
9. À l'étroit
10. Surveillance
11. Étoiles filantes
12. Marche avec nous
13. L'Île
14. Regarde les fleurs
15. La Tour
16. Une mort certaine
17. De retour
18. Viens me retrouver
19. Encore un
20. L'Écharde
21. Divergence
22. Il était une fois Negan

### Épisode 1:Les Limites franchies
- États-Unis : 6 octobre 2019 sur AMC[11]
- France : 
  - 7 octobre 2019 sur OCS Choc[12] (en VOSTFr)
  - 15 janvier 2020 sur OCS Choc (en VF)
- Belgique : 
  - 7 octobre 2019 sur Be Séries[13] (en VOSTFr)
  - 21 février 2020 sur Be Séries[14] (en VF)

- États-Unis : 4 millions de téléspectateurs[15] (première diffusion)

- Jerri Tubbs (Margo)
- David Shae (Alfred)
- Heather Gilliland (le professeur)

### Épisode 2:Nous sommes la fin du monde
- États-Unis : 13 octobre 2019 sur AMC
- France : 
  - 14 octobre 2019 sur OCS Choc[12] (en VOSTFr)
  - 15 janvier 2020 sur OCS Choc (en VF)
- Belgique : 
  - 14 octobre 2019 sur Be Séries (en VOSTFr)
  - 21 février 2020 sur Be Séries[14] (en VF)

- États-Unis : 3,47 millions de téléspectateurs[16] (première diffusion)

- Seth Dousman (un chuchoteur)
- Kristin Erickson (une chuchoteuse)
- Erica Frene (une femme en flashback)

- Danai Gurira, Josh McDermitt, Christian Serratos, Seth Gilliam, Ross Marquand, Khary Payton, Jeffrey Dean Morgan, Callan McAuliffe, Avi Nash, Cailey Fleming, Cooper Andrews, Nadia Hilker, Eleanor Matsuura, Lauren Ridloff n'apparaissent pas dans cet épisode.

### Épisode 3:Fantômes
- États-Unis : 20 octobre 2019 sur AMC
- France : 
  - 21 octobre 2019 sur OCS Choc (en VOSTFr)
  - 22 janvier 2020 sur OCS Choc (en VF)
- Belgique : 
  - 21 octobre 2019 sur Be Séries (en VOSTFr)
  - 21 février 2020 sur Be Séries[14] (en VF)

- États-Unis : 3,48 millions de téléspectateurs[17] (première diffusion)

### Épisode 4:À bas les chuchotements
- États-Unis : 27 octobre 2019 sur AMC
- France : 
  - 28 octobre 2019 sur OCS Choc (en VOSTFr)
  - 22 janvier 2020 sur OCS Choc (en VF)
- Belgique : 
  - 28 octobre 2019 sur Be Séries (en VOSTFr)
  - 28 février 2020 sur Be Séries[14] (en VF)

- États-Unis : 3,31 millions de téléspectateurs[18] (première diffusion)

- David Shae (Alfred)
- Austin Freeman (Alex)

### Épisode 5:C'est toujours comme ça que ça finit
- États-Unis : 3 novembre 2019 sur AMC
- France : 
  - 4 novembre 2019 sur OCS Choc (en VOSTFr)
  - 29 janvier 2020 sur OCS Choc (en VF)
- Belgique : 
  - 4 novembre 2019 sur Be Séries (en VOSTFr)
  - 28 février 2020 sur Be Séries[14] (en VF)

- États-Unis : 3,09 millions de téléspectateurs[19] (première diffusion)

- Austin Freeman (Alex)
- Camille Robinson (Brianna)
- Virginia Newcomb (Amelia)
- Roman Spink (Milo)
- Ross Crain (un chuchoteur)

### Épisode 6:Les Liens
- États-Unis : 10 novembre 2019 sur AMC
- France : 
  - 11 novembre 2019 sur OCS Choc (en VOSTFr)
  - 29 janvier 2020 sur OCS Choc (en VF)
- Belgique : 
  - 11 novembre 2019 sur Be Séries (en VOSTFr)
  - 28 février 2020 sur Be Séries[14] (en VF)

- États-Unis : 3,21 millions de téléspectateurs[20] (première diffusion)

- Rebecca Koon (Cheryl)

### Épisode 7:Ouvre les yeux
- États-Unis : 17 novembre 2019 sur AMC
- France : 
  - 18 novembre 2019 sur OCS Choc (en VOSTFr)
  - 5 février 2020 sur OCS Choc (en VF)
- Belgique : 
  - 18 novembre 2019 sur Be Séries (en VOSTFr)
  - 6 mars 2020 sur Be Séries[14] (en VF)

- États-Unis : 3,31 millions de téléspectateurs[21] (première diffusion)

- Rebecca Koon (Cheryl)

### Épisode 8:Le Monde d'avant
- États-Unis : 24 novembre 2019 sur AMC
- France : 
  - 25 novembre 2019 sur OCS Choc (en VOSTFr)
  - 5 février 2020 sur OCS Choc (en VF)
- Belgique : 
  - 25 novembre 2019 sur Be Séries (en VOSTFr)
  - 6 mars 2020 sur Be Séries[14] (en VF)

- États-Unis : 3,21 millions de téléspectateurs[22] (première diffusion)

- Mandi Christine Kerr (Barbara)
- Rebecca Koon (Cheryl)
- Rae Olivier (Jen)
- Vince Foster (Wayne)

- Départ de l'acteur Avi Nash qui incarnait Siddiq depuis la saison 8, décédé dans l'épisode 7.
- L’épisode a une durée de 52 minutes.

### Épisode 9:À l'étroit
- États-Unis : 23 février 2020 sur AMC[23]
- France : 
  - 24 février 2020 sur OCS Choc[12] (en VOSTFr)
  - 28 septembre 2020[réf. nécessaire] sur OCS Choc (en VF)
- Belgique : 24 février 2020 sur Be Séries (en VOSTFr)

- États-Unis : 3,52 millions de téléspectateurs[24] (première diffusion)

### Épisode 10:Surveillance
- États-Unis : 1er mars 2020 sur AMC
- France : 
  - 2 mars 2020 sur OCS Choc (en VOSTFr)
  - 28 septembre 2020[réf. nécessaire] sur OCS Choc (en VF)
- Belgique : 2 mars 2020 sur Be Séries (en VOSTFr)

- États-Unis : 3,16 millions de téléspectateurs[25] (première diffusion)

- David Shae (Alfred)
- Nick DeKay (un garde)
- Pamela Gold (une femme paniquée)

### Épisode 11:Étoiles filantes
- États-Unis : 8 mars 2020 sur AMC
- France : 
  - 9 mars 2020 sur OCS Choc (en VOSTFr)
  - 5 octobre 2020[réf. nécessaire] sur OCS Choc (en VF)
- Belgique : 9 mars 2020 sur Be Séries (en VOSTFr)

- États-Unis : 2,93 millions de téléspectateurs[26] (première diffusion)

- William Gregory Lee (un chuchôteur)

### Épisode 12:Marche avec nous
- États-Unis : 15 mars 2020 sur AMC
- France : 
  - 16 mars 2020 sur OCS Choc[12] (en VOSTFr)
  - 5 octobre 2020[réf. nécessaire] sur OCS Choc (en VF)
- Belgique : 17 mars 2020 sur Be Séries (en VOSTFr)

- États-Unis : 3,49 millions de téléspectateurs[27] (première diffusion)

- William Gregory Lee (un chuchôteur)

### Épisode 13:L'Île
- États-Unis : 22 mars 2020 sur AMC
- France : 
  - 23 mars 2020 sur OCS Choc[12] (en VOSTFr)
  - 12 octobre 2020[réf. nécessaire] sur OCS Choc (en VF)
- Belgique : 24 mars 2020 sur Be Séries (en VOSTFr)

- États-Unis : 3,66 millions de téléspectateurs[28] (première diffusion)

- Matt Mangum (D. J.)
- Denisha Gillespie (Lisa)
- Moses J. Moseley (Mike)
- Theshay West (Terry)
- Laurie Holden (Andrea (archive))
- Steven Yeun (Glenn Rhee (archive))
- Corey Hawkins (Heath (archive))
- Andrew Lincoln (Rick Grimes (archive))
- Lauren Cohan (Maggie Rhee (archive))
- Chandler Riggs (Carl Grimes (archive))
- Michael Cudlitz (Abraham Ford (archive))
- Sonequa Martin-Green (Sasha Williams (archive))
- Austin Amelio (Dwight (archive))
- Steven Ogg (Simon (archive))
- Nathan Hicks (Keno (archive))
- Erin Leigh Bushko (Erin (archive))

- Cet épisode marque le grand départ de l'actrice Danai Gurira qui interprète Michonne depuis la saison 2.

### Épisode 14:Regarde les fleurs
- États-Unis : 29 mars 2020 sur AMC
- France : 
  - 30 mars 2020 sur OCS Choc (en VOSTFr)
  - 12 octobre 2020[réf. nécessaire] sur OCS Choc (en VF)
- Belgique : 31 mars 2020 sur Be Séries (en VOSTFr)

- États-Unis : 3,26 millions de téléspectateurs[29] (première diffusion)

- Alex Livinalli (un chuchoteur)
- Micah King (Ezra)
- Autumn Azul (Aliyah)
- Maya & Delaney Timber (Mariam)
- Jimmy McAfee (un soldat)

### Épisode 15:La Tour
- États-Unis : 5 avril 2020 sur AMC
- France : 
  - 6 avril 2020 sur OCS Choc (en VOSTFr)
  - 12 octobre 2020[réf. nécessaire] sur OCS Choc (en VF)
- Belgique : 7 avril 2020 sur Be Séries (en VOSTFr)

- États-Unis : 3,49 millions de téléspectateurs[30] (première diffusion)

- Philip Fornah (un chuchôteur)
- Stefan Rollins (un chuchôteur)
- Louis Zehner (un rôdeur)

### Épisode 16:Une mort certaine
- États-Unis : 1er octobre 2020 sur AMC+[32] / 4 octobre 2020 sur AMC[6]
- France : 
  - 5 octobre 2020 sur OCS Choc (en VOSTFr)
  - 6 novembre 2020[réf. nécessaire] sur OCS Choc (en VF)
- Belgique : 6 octobre 2020 sur Be Séries (en VOSTFr)

- États-Unis : 2,73 millions de téléspectateurs[33] (première diffusion)

Les survivants se retrouvent à présent encerclés par la horde de rôdeurs menée par Beta. En amont, Luke avait préparé une cariole contenant une enceinte pouvant diffuser de la musique. Le problème est que cette cariole se trouve derrière la horde de rôdeurs. Un petit groupe parmi les survivants (Daryl, Carol, Beatrice, Magna, Kelly, Jerry, Luke, Jules et d'autres) décident donc de se fondre dans la masse de rôdeurs, aidé par les archers restés dans le bâtiment qui éliminent les Chuchoteurs grâce à Lydia. Seule Béatrice d'Oceanside ne survit pas, étant poignardée par un Chuchoteur puis dévorée par des rôdeurs. Lydia leur vient en aide et récupère le sac de Beatrice. 
Ils finissent par atteindre la cariole, et allument la musique, ce qui attire la horde de rôdeurs qu'ils emmènent à l'opposé. Cependant, certains Chuchoteurs débarquent et essayent de tuer les survivants. Ils finissent donc par abandonner la cariole, et se cachent dans les bois. La horde fait ainsi demi-tour.
Pendant ce temps, Gabriel et les autres doivent évacuer les lieux, mais les Chuchoteurs arrivent. Gabriel décide de les retenir. Au moment où il allait se faire tuer, Maggie arrive avec une autre personne et elles assassinent ensemble les quelques Chuchoteurs.
Daryl, de son côté, afin d'en finir avec cette horde, propose d'y retourner afin de tuer tous les Chuchoteurs fondus dans la horde. Lydia se propose également pour, par la suite, mener la horde vers la falaise. Le plan fonctionne, et ils réussissent à éliminer Beta grâce à l'intervention de Negan et de Daryl.
Lydia finit par mener la horde vers la falaise, ce qui l'oblige aussi à sauter avec eux. Carol la rejoint et la remplace, considérant que c'est son rôle de faire ça, après tout le mal qu'elle a fait. Mais Lydia, au dernier moment, l'en empêche et elles se cachent toutes les deux derrière un rocher, regardant les rôdeurs tomber un à un. 
Quant à Eugene et les autres, ils continuent leur chemin pour rejoindre le point de rendez-vous avec Stephanie. Après s'être découragés plus d'une fois, ils finissent par atteindre le point de rendez-vous, en pleine nuit. Soudain, un groupe de personnes armées et solidement protégées par une armure blanche débarquent et les encerclent.
- Initialement prévu pour être diffusé le 12 avril 2020, la post-production n'a pu être complétée en raison de la pandémie de Covid-19[5] et sa diffusion a été reportée au 4 octobre 2020 sur AMC.
- Cet épisode marque le retour de Lauren Cohan qui interprète Maggie Greene, partie lors de l'épisode 6 de la saison 9[34].
- Cet épisode marque le départ de Ryan Hurst qui interprète Beta depuis la saison 9.

### Épisode 17:De retour
- États-Unis : 21 février 2021 sur AMC+[35] / 28 février 2021 sur AMC
- France : 
  - 1er mars 2021 sur OCS Choc (en VOSTFr)
  - 28 mai 2021[réf. nécessaire] sur OCS Choc (en VF)
- Belgique : 2 mars 2021 sur Be Séries (en VOSTFr)

- États-Unis : 2,89 millions de téléspectateurs[36] (première diffusion)

Maggie souhaite retourner à la Colline pour montrer à ses deux acolytes, Elijah et Cole, l'endroit qu'elle gouvernait, accompagnée de Daryl et Carol. Elle est choquée de voir l'état dans lequel se trouve la Colline, dévastée par les corps de rôdeurs, les murs carbonisés, totalement vulnérable. Carol en profite pour avouer à Maggie que c'est elle qui a libéré Negan pour qu'il se joigne aux Chuchoteurs, Maggie ayant découvert que Negan vivait libre et aidait la communauté.
Maggie décide ensuite d'aller retrouver son fils Hershel, aidée par Daryl ainsi que Kelly, qui s'incruste en cours de route, par espoir de retrouver sa sœur Connie. En cours de route, elle avoue à Daryl avoir traversé beaucoup d'évènements depuis son départ, avoir perdu beaucoup de gens de sa communauté, notamment Georgie qu'elle avait rejoint, qui a disparu.
Cependant, alors qu'elle avait retrouvé la cabane dans laquelle le reste de sa communauté s'était caché, elle remarque avec effroi que toute la cabane a brûlé et que son fils a disparu. Elle explique à Daryl que les auteurs sont les Faucheurs, un groupe de survivants qui ne cessent de les traquer et de tuer les membres de leur groupe. 
Daryl part avec les autres à leur recherche, et ils finissent par trouver trois membres de leur communauté. Mais un des Faucheurs réussit à éliminer ces trois membres, tandis qu'Hershel reste introuvable.
Ils finissent par coincer le Faucheur, qui décide de se faire sauter par une grenade. Maggie, soulagée, finit par retrouver Hershel, caché dans un arbre.
- Cet épisode marque le retour de Lauren Cohan au générique d'ouverture.

### Épisode 18:Viens me trouver
- États-Unis : 5 mars 2021 sur AMC+ / 7 mars 2021 sur AMC
- France : 
  - 8 mars 2021  sur OCS Choc (en VOSTFr)
  - 28 mai 2021[réf. nécessaire] sur OCS Choc (en VF)
- Belgique : 9 mars 2021 sur Be Séries (en VOSTFr)

- États-Unis : 2,26 millions de téléspectateurs[37] (première diffusion)

Lynn Collins : Leah
Alors que Daryl et Carol partent ensemble chasser, Daryl retombe sur une cabane qui lui rappelle de nombreux souvenirs. Quelques années auparavant, alors qu'il vivait seul dans la forêt, Daryl avait fait la connaissance de Leah et de son chien, qu'il apprivoisera par la suite. Plus le temps passait, et plus cette relation devenait amoureuse, jusqu'à ce que Daryl finisse par passer tout son temps chez elle. Jusqu'au jour où Daryl, totalement perdu, ne sachant plus où était sa place, décida de mettre fin à cette relation et de rester près de la rivière, afin de continuer à chercher Rick. 

### Épisode 19:Encore un
- États-Unis : 12 mars 2021 sur AMC+ / 14 mars 2021 sur AMC
- France :
  - 15 mars 2021  sur OCS Choc (en VOSTFr)
  - 4 juin 2021[réf. nécessaire] sur OCS Choc (en VF)
- Belgique : 16 mars 2021 sur Be Séries (en VOSTFr)

- États-Unis : 2,17 millions de téléspectateurs[38] (première diffusion)

Robert Patrick : Mays/le frère de Mays
À la recherche de vivres, Aaron et Gabriel arrivent dans un bâtiment qui a complètement brûlé. Ils se déplacent alors vers un autre emplacement décrit sur une carte donnée par Maggie. Gabriel tue les rôdeurs à l'intérieur d'un magasin mais ne trouve aucun ravitaillement. Aaron perd espoir et fait remarquer qu'ils fouillent depuis deux semaines sans succès. Gabriel insiste pour qu'ils vérifient toujours les derniers emplacements.
Ils découvrent un entrepôt abandonné et fouillent à l'intérieur. Gabriel entend Aaron crier et se précipite dans la pièce. Aaron se tient sur le corps d'un sanglier qu'il a combattu et tué. Gabriel propose de dîner avec du whisky qu'il a trouvé dans le bureau. Ils font cuire le sanglier dans l'entrepôt. Plus tard dans la soirée, Aaron et Gabriel jouent au poker, ivres.
Gabriel se réveille et découvre qu'Aaron a disparu. Un homme nommé Mays le regarde de l'autre côté de la pièce et demande du sanglier. Mays dit à Gabriel qu'il vit à l'entrepôt et que Gabriel et Aaron ont volé son sanglier et son whisky, il amène Aaron et les oblige à jouer à la roulette russe. Gabriel et Aaron se tirent à tour de rôle sur la tête. Mays explique qu'il a tué la famille de son frère après l'avoir attrapé en train de voler sa nourriture. Finalement Gabriel invite Mays à rejoindre sa communauté, il est d'accord et relâche Aaron. Gabriel tue alors Mays expliquant à Aaron qu'ils ne pouvaient pas prendre un homme qui a tué la famille de son frère.

### Épisode 20:L'Écharde
- États-Unis : 19 mars 2021 sur AMC+ / 21 mars 2021 sur AMC
- France :
  - 22 mars 2021  sur OCS Choc (en VOSTFr)
  - 4 juin 2021[réf. nécessaire] sur OCS Choc (en VF)
- Belgique : 23 mars 2021 sur Be Séries (en VOSTFr)

- États-Unis : 2,11 millions de téléspectateurs[39] (première diffusion)

- Erik Bello : le soldat examinateur
- Jessejames Locorriere : le soldat interrogateur
- Cameron Roberts : un soldat du Commonwealth
- Jason Fernandes : Livits, un soldat du Commonwealth
- Quasheem Herring : un soldat du Commonwealth

Eugene, Ezekiel, Yumiko et Princesse se retrouvent aux mains de soldats au point de rendez-vous qu'Eugene avait arrangé avec Stephanie. Un soldat bat Yumiko pour sa résistance.
Princesse se retrouve enfermée dans un wagon. Elle a des flashbacks sur le violent affrontement de Yumiko avec les soldats et l'entend dans un wagon à proximité. Princesse propose d'appeler les soldats pour vérifier ses blessures, mais Yumiko l'implore de rester calme et d'obéir aux soldats. Princesse exhorte Yumiko à rester éveillée et décrit comment son beau-père l'a battue à l'adolescence.
Au matin, la princesse appelle le nom de Yumiko et n'obtient aucune réponse. Elle se faufile hors du wagon et repère Eugene dans la voiture adjacente. Il la presse de retourner à sa voiture et devine que les soldats soignent les blessures de Yumiko. Il dit qu'ils doivent gagner la confiance des soldats s'ils veulent que les soldats aident sa communauté. La princesse retourne à son wagon. Un soldat la somme de venir avec lui.
Princesse se tient nue dans une salle de douche, les mains en l'air. Un soldat vérifie son corps pour les marques de morsure. Un soldat interroge Princesse au sujet de son groupe. Elle refuse de coopérer à moins qu'ils ne la laissent voir Yumiko. Le soldat la gifle et la jette au sol.
Lorsqu'elle se réveille elle entend des soldats ouvrir la porte du wagon d'Eugene. Elle se faufile et voit que le wagon d'Eugene est maintenant vide. Ezekiel ouvre une trappe dans le toit et saute. Il suggère qu'ils s'enfuient, mais Princesse refuse d'abandonner les autres. Ezekiel dit qu'ils ne peuvent pas faire confiance aux soldats, puis se cache alors qu'un soldat entre dans la voiture avec un plateau de nourriture puis l’assomme.
Ezekiel prend l'arme du soldat et le menotte. Il exige de savoir ce que le soldat a fait avec leurs amis. Le soldat dit que Yumiko est probablement avec un médecin et insiste sur le fait que son peuple peut aider le groupe d'Ezekiel. Il explique qu'il n'est qu'un soldat chargé de livrer de la nourriture. Ezekiel étouffe le soldat et lui donne un coup de poing au visage. La princesse crie à Ezekiel d'arrêter. Elle remarque alors du sang sur ses mains et se rend compte qu'Ezekiel, Eugene et Yumiko étaient tous dans sa tête, et qu'elle était celle qui battait le soldat.

### Épisode 21:Divergence
- États-Unis : 26 mars 2021 sur AMC+ / 28 mars 2021 sur AMC
- France :
  - 29 mars 2021  sur OCS Choc (en VOSTFr)
  - 11 juin 2021[réf. nécessaire] sur OCS Choc (en VF)
- Belgique : 30 mars 2021 sur Be Séries (en VOSTFr)

- États-Unis : 1,94 million de téléspectateurs[40] (première diffusion)

### Épisode 22:Il était une fois Negan
- États-Unis : 2 avril 2021 sur AMC+ / 4 avril 2021 sur AMC
- France :
  - 5 avril 2021  sur OCS Choc (en VOSTFr)
  - 11 juin 2021[réf. nécessaire] sur OCS Choc (en VF)
- Belgique : 6 avril 2021 sur Be Séries (en VOSTFr)

- États-Unis : 2,12 millions de téléspectateurs[42] (première diffusion)

- Hilarie Burton Morgan : Lucille Smith (flashback)
- Miles Mussenden : Franklin (flashback)
- Rodney Rowland : Craven (flashback)
- Lindsley Register : Laura (flashback)

La cohabitation avec Maggie devenant impossible, Carol décide d'amener Negan dans la cabane où habitait Leah. Elle lui explique que le Conseil a décidé de le bannir d'Alexandria, même s'il a apporté de bons et loyaux services à la communauté, cette dernière ne pouvant pas oublier l'histoire ancienne et Maggie la mort de Glenn.
Il se retrouve ainsi seul, face à lui-même et décide de retourner sur le lieu de la dernière bataille entre Rick et lui, à la recherche de sa batte Lucille. Cette retrouvaille le fait plonger douze ans en arrière, aux débuts de l'apocalypse, au moment où sa femme Lucille était encore en vie, et était atteinte d'un cancer. 
Ils habitaient une maison isolée et Negan traitait lui-même la chimio de sa femme. Elle y lui offrira son perfecto en cuir lors de leur anniversaire de mariage. Ce perfecto avait été acheté par Negan à crédit alors qu'il venait de perdre son emploi de professeur de sport, que sa femme découvrait son cancer et en même temps qu'il la trompait avec son amie Janine.
À la suite d'une panne du générateur électrique, les doses de traitement furent détruites et Negan dut partir à la recherche de doses de remplacement alors que Lucille ne désirait que finir ses jours à ses côtés.
À bout de force, Negan réussit à trouver un dispensaire de campagne dirigé par Franklin où il veut obtenir les doses en le menaçant d'un révolver vide. Assommé par la fille de Franklin, Laura, Negan est néanmoins remis sur pied, récupère les doses de chimio et repart avec la batte de Laura.
Mais Negan est capturé par la bande de Craven à qui il dévoile la position de Franklin avant de pouvoir repartir uniquement pour retrouver sa femme transformée à la suite de son suicide.
Negan entoure alors sa batte de barbelés, endosse son perfecto, met le feu à sa maison puis retourne abattre un à un les membres du groupe de Craven, libérant Franklin et sa fille. Il sermonne un instant Craven avant de lui fracasser le crane à coups de batte.
Dans le présent, Negan devant sa cheminée regrette d'avoir abandonné sa femme et immole sa batte Lucille.